# Stor-Mattby
Stor-Mattby (finska: Suur-Matinkylä) är ett storområde i Esbo stad. Esbo stad är indelat i sju storområden och storområdesindelningen används av stadens administration. Stadsdelar i Stor-Mattby är Hemtans, Mattby och Olars.